# Maria Rothschedl
Maria Rothschedl (* 3. Oktober 1921 in Wuggau; † 28. Dezember 1985 in Oberhaag bei Arnfels) war eine österreichische Kommunalpolitikerin und die erste Bürgermeisterin in Österreich. 
Lange Zeit galt Kreszenzia Hölzl aus Gloggnitz als erste Bürgermeisterin Österreichs. Sie übte ihr Amt von 1948 bis 1958 aus und war zudem Abgeordnete des Niederösterreichischen Landtags. Tatsächlich war Hölzl die erste Bürgermeisterin einer österreichischen Stadt. 
Die Quellenlage zur Kommunalpolitik ist schwierig, doch inzwischen wurde Maria Rothschedl als erste österreichische Bürgermeisterin einer Gemeinde identifiziert. Sie trat ihr Amt am 1. Juni 1946 an. (1947 wurde auch im südsteirischen Sierling eine Frau, nämlich Ottilie Ninaus, Bürgermeisterin.) 
Im Juni 1946 berichtete die Tageszeitung „Volksstimme“, dass es erstmals eine Bürgermeisterin in Österreich gebe: „Die steirische Gemeinde Oberhaag bei Arnfels hat die Bauerntochter Maria Rothschädl (sic) zur Bürgermeisterin gewählt.“ Zuvor war Josef Rothschedl, der Vater von Maria Rothschedl, Bürgermeister gewesen, hatte sein Amt jedoch zurückgelegt. Daraufhin folgte ihm seine Tochter nach. Allerdings trat sie bereits nach ca. zwei Monaten, am 11. August 1946, von ihrem Amt zurück. Als Grund gibt das Gemeindeprotokoll „Krankheit“ an. Ihr Nachfolger war wiederum der eigene Vater, der bis 1955 Bürgermeister blieb. 
Politisch war sie später nicht mehr aktiv. Über die Hintergründe bzw. über Details zu ihrer kurzen Amtszeit ist nichts überliefert.